# Phoneyusa giltayi
Phoneyusa giltayi är en spindelart som beskrevs av Laurent 1946. Phoneyusa giltayi ingår i släktet Phoneyusa och familjen fågelspindlar.
Artens utbredningsområde är Kongo. Inga underarter finns listade i Catalogue of Life.